# الرابح يبقى وحيدا
الرابح يبقى وحيداً (البرتغالية: O vencedor está só) رواية للكاتب باولو كويلو، انتهى من كتابتها في عام 2008، نشرت لأول مرة باللغة الإنكليزية عام 2009.

## القصة
تحكي الرواية عن أحداث يوم (24 ساعة) خلف كواليس مهرجان كان السينمائي الدولي في إطار روائي بوليسي شيق ينقل القارئ إلى أجواء فرنسية في اطار الاحتفالات بالمهرجان. تتمحور الأحداث حول إيجور، رجل الأعمال الروسي غريب الأطوار الذي شارك في حرب الاتحاد السوفيتي في أفغانستان مما سبب لهُ مشاكل نفسية معقدة. ايجور هجرته زوجته رغم حبها الشديد لهُ بعد أن تأكدت من شخصيته غير المتزنة لتتزوج من رجل أعمال شهير من أصل عربي يعمل في مجال الموضة والأزياء. يذهب ايجور إلى مهرجان كان حيث توجد مطلقته مع زوجها هناك ليحاول أن يثبت لها مدى حبهُ لها ولكن بطريقته الخاصة.

## اقتباسات من الرواية
- إن الروح تتعذب، وتتعذب كثيرا، عندما نجبرها على العيش على نحو سطحي. الروح تحب كل ما هو جميل وعميق.
- لكل لون غايته، برغم أن الناس قد يعتقدون أنه ينتقى عشوائيا فالأبيض يعنى الطهارة والكمال، الأسود يرهب، الأحمر يصدم ويشل، الأصفر يسترعى الانتباه، الأخضر يهدئ كل شيء ويعطى إشارة الانطلاق، الأزرق يسكن، البرتقالى يربك.
- السلطة المطلقة تعنى عبودية مطلقة. وعندما تصل إلى هذا الحد، لا تعود تريد التخلى عن الأمر. فثمة دوما جبل جديد يجب تسلقه. ويوجد دوما منافس يجب اقناعه أو سحقه.
- إذا حققت الخطيئة شيئاً جيداً فهى فضيلة، وإذا نشرت الفضيلة لتسبب الشر فهى خطيئة.

## نبذة عن الكاتب
ولد باولو كويلو في ريو دي جانيرو عام 1947. قبل أن يتفرغ للكتابة، كان يمارس الإخراج المسرحي، والتمثيل وعمل كمؤلف غنائي، وصحفي. وقد كتب كلمات الأغاني للعديد من المغننين البرازيليين أمثال إليس ريجينا، ريتا لي راؤول سييكساس، فيما يزيد عن الستين أغنية. ولعه بالعوالم الروحانية بدء منذ شبابه كهيبي، حينما جال العالم بحثا عن المجتمعات السرية، وديانات الشرق. نشر أول كتبه عام 1982 بعنوان «أرشيف الجحيم»، والذي لم يلاق أي نجاح. وتبعت مصيره أعمال أخرى، ثم في عام 1986 قام كويلو بالحج سيرا لمقام القديس جايمس في كومبوستيلا. تلك التي قام بتوثيقها فيما بعد في كتابه «الحج». في العام التالي نشر كتاب "الخيميائي"، وكاد الناشر أن يتخلى عنها في البداية، ولكنها سرعان ما أصبحت من أهم الروايات البرازيلية وأكثرها مبيعا. حاز على المرتبة الأولى بين تسع وعشرين دولة. ونال على العديد من الأوسمة والتقديرات.

## وصلات خارجية
- آراء القراء حول رواية الرابح\الرابح يبقى وحيدا  على موقع أبجد
- صفحة رواية الرابح يبقى وحيدا على موقع جود ريدز